# Miss Honey Dijon
Honey Dijon (ou Miss Honey Dijon, née Honey Redmond) est une DJ américaine, productrice de musique électronique et icône de la mode. Elle est née à Chicago et vit à New York. L'artiste se produit dans les clubs, les galeries d'art et événements de mode à travers le monde entier. Réputée pour ne pas adhérer à un style musical particulier, Honey Dijon est connue pour balayer tous les genres musicaux dans ses sets.

## Biographie
Miss Honey Dijon grandit dans le South Side de Chicago, dans une famille qu'elle décrit comme très musicale. Elle commence à fréquenter les clubs dès son adolescence, des virées nocturnes que ses parents acceptent tant que ses études n'en souffrent pas. À Chicago, où elle s'expose à une scène house en plein essor, la musicienne rencontre et se perfectionne auprès de DJs et producteurs tels que Derrick Carter, Mark Farina et Greenskeepers. Plus tard, Honey Dijon déménage à New York, où elle est introduite au sein du label Maxi Records et de Danny Tenaglia. Elle devient l'un des piliers des clubs alternatifs ainsi que de l'industrie de la mode.

## Carrière
Sa carrière, débute dans les clubs underground de Chicago. Elle s'impose rapidement sur la scène internationale en mélangeant house, techno, disco et influences soul. Au fil des années, Honey Dijon a acquis une réputation mondiale en se produisant dans les festivals les plus prestigieux, tels que Sonar, Coachella, Glastonbury et Tomorrowland ainsi que dans des clubs légendaires comme le Berghain à Berlin ou au Hï Ibiza.
Elle collabore avec des icônes de la musique, telles que Madonna et Beyoncé, notamment dans le cadre de remixes et de productions originales.
Elle entre dans le TOP100 DjMag en 2022 à la 90e place et devient la première femme transgenre à entrer dans ce classement.
Au-delà de ses performances, Honey Dijon est une activiste engagée pour les droits des personnes transgenres et des communautés marginalisées. Elle milite pour une représentation équitable et une plus grande visibilité dans l'industrie musicale.
Sa carrière a été marquée par une volonté constante de repousser les limites. Ses performances à Ibiza et à Tomorrowland sont un témoignage de son engagement en faveur de la diversité et de l'unité à travers la musique.

## Discographie

### Albums studio
The Best of Both Worlds (2017)
Son premier album studio, The Best of Both Worlds (2017), a été acclamé par la critique pour sa profondeur musicale et ses thèmes liés à l’identité et à la culture LGBTQ+. Ce projet a consolidé sa position en tant qu'artiste majeure et engagée.
Black Girl Magic (2022)
Cet album fait écho à son engagement en faveur des femmes noires et de la communauté LGBTQ+. Il mêle des sonorités house, disco, techno, et jazz. Honey Dijon continue de repousser les limites de la musique électronique avec ce projet, qui lui a permis de se positionner comme une icône de l'inclusivité.

### EPs
Houze! (2015)

## Engagements
Miss Honey est transgenre. Elle est une ardente défenseur des droits liés à la transidentité. Elle fait également beaucoup de sensibilisation, parlant de son expérience en tant que DJ femme noire transgenre dans la danse-musique. En 2016, elle se confie sur ces questions identitaires et sur la visibilité des personnes transgenres lors d'une interview pour la chaîne de télévision britannique Channel 4. En février 2017, elle participe à une vaste table ronde avec DJ Sprinkles / Terre Thaemlitz sur « le remixage de genre » dans la musique électronique. Un évènement organisé par le MoMA PS1 museum à New York.

### Dans la musique
Honey Dijon souligne fréquemment l'importance des racines noires et queer de la musique électronique. Elle appelle à avoir le "contrôle des récits" en critiquant la "colonisation" de la house et de la techno, genres créés par des communautés noires et LGBTQ+, et milite pour une reconnaissance et une représentation accrues de ces origines. Elle appelle à inclure davantage de femmes, de personnes de couleur et d'artistes LGBTQ+ dans les institutions musicales, les festivals mais également à la tête de ces derniers.

#### Ibizaet laCOSY
Honey Dijon a joué dans certains des clubs les plus prestigieux de l'île d'Ibiza, tels que le Pacha ou le Hi Ibiza, élu meilleurs club au monde par le magazine DJ Mag, notamment lors de la résidence de Black Coffee. Ces performances font partie de son engagement pour une scène musicale plus inclusive, où la représentation des personnes noires, transgenres et LGBTQ+ est primordiale. En tant qu'artiste transgenre noire, Honey Dijon utilise ces plateformes mondialement connu pour promouvoir la diversité, l'inclusivité et l'égalité. Son influence dans ces lieux emblématiques incarne son rôle de pionnière, en redéfinissant les normes et en offrant des espaces nouveau où pour les identités marginalisées. Ces événements montrent l'importance de la visibilité et de l'acceptation dans la scène musicale électronique, et témoignent de son engagement pour créer un environnement plus accueillant et diversifié dans des institutions mondialement connu.
En 2024 Honey Dijon inaugure une résidence au Club Chinois à Ibiza avec un événement baptisé COZY. Ce projet a été conçu comme un espace musical inclusif, mettant en avant la diversité culturelle et l'unité au travers de la musique. COZY se veut un lieu où les participants peuvent se libérer de leurs inhibitions, tout en étant immergés dans un environnement sensuel et intime où la musique est la star. Honey Dijon décrit l'événement comme une célébration de la liberté, où les barrières sociales sont abattues grâce au pouvoir de la danse et de la musique. Chaque soirée de COZY propose une variété d'artistes, des légendes comme Derrick Carter aux talents émergents tels que Suze Ijó et Kitty Amor, dans une ambiance vibrante et ouverte. Les styles musicaux varient entre Afro-house, jazz-funk et d'autres genres. Honey Dijon met en lumière la diversité des voix et des identités présentes dans la scène musicale électronique.

### Dans la mode
Elle utilise ces collaborations pour amplifier ses messages sur la diversité et l'inclusivité avec des partenariats dans l'industrie de la mode. Elle utilise ces collaborations pour amplifier ses messages sur la diversité et l'inclusivité, en s'inspirant de son propre parcours en tant que femme noire transgenre dans des industries souvent exclusives.
Elle a travaillé avec des maisons prestigieuses comme Louis Vuitton, où elle a collaboré avec Virgil Abloh, créant des bandes-son pour les défilés. Cette collaboration a permis de renforcer la diversité et la représentation dans l'industrie du luxe, où les voix marginalisées sont souvent sous-représentées. Dijon a également lancé sa propre ligne de vêtements, Honey Fucking Dijon, en partenariat avec Comme des Garçons. Elle promeut une mode qui célèbre la diversité sous toutes ses formes. Dans cette collection, elle brouille les frontières entre les genres, encourageant l'expression individuelle et la liberté stylistique pour tous, quelle que soit leur identité.